# HD 209112
HD 209112，又名BD+62 2010，SAO 19773、HR 8388，是一颗恒星，视星等为5.93，位于銀經104.54，銀緯6.16，其B1900.0坐标为赤經21h 55m 56.6s，赤緯+62° 6.16′ 7″。